# 窪川かおる
窪川 かおる（くぼかわ かおる、1955年 - ）は日本の海洋生物学者。帝京大学戦略的イノベーション研究センター客員教授。東京都生まれ。

## 略歴
- 1979年　早稲田大学教育学部理学科生物学専修卒業
- 1984年　早稲田大学大学院理工学研究科博士大学院後期課程修了同年3月　早稲田大学 理学博士　論文の題は「生殖腺刺激ホルモン作用の温度依存性と種特異性に関する物理化学的研究」[1]。
- 1991年　東京大学海洋研究所助手
- 2006年　東京大学海洋研究所先端海洋システム研究センター教授
- 2010年　東京大学大学院理学系研究科附属臨海実験所教授
- 2011年  東京大学海洋アライアンス海洋教育促進研究センター特任教授
- 2019年  帝京大学戦略的イノベーション研究センター客員教授

## 活動
脊椎動物の進化の鍵を握るとされるナメクジウオの生物学的研究に取り組んできた第一線の海洋生物学者である一方で、女性海洋研究者の先駆けとして、
文部科学省の女子中高生の理系選択支援事業の責任者等の教育啓発活動を行っている。

## 著書
- 『海のプロフェッショナル―海洋学への招待状』,東海大学出版会,2010年, ISBN 4486018818（編著）
- 『ナメクジウオ―頭索動物の生物学』,東京大学出版会,2005年,ISBN 413066154X （安井金也との共著）